# Slalom Lake
Slalom Lake är en sjö i Antarktis. Den ligger i Sydshetlandsöarna. Argentina, Chile och Storbritannien gör anspråk på området. Slalom Lake ligger vid sjön Kiteschbach.